# Премія Вайтгеда
Премія Вайтгеда (англ. Whitehead Prize) — щорічна нагорода Лондонського математичного товариства, що вручається математикам, які працюють у Великій Британії. Вища премія Вайтгеда має подібні вимоги до місця проживання та правила, що стосуються попередніх премій, але призначена для відзначення більш досвідчених математиків. 

## Історія
Премія заснована на честь піонера теорії гомотопії англійського вченого Джона Вайтгеда, який був президентом Лондонського математичного товариства з 1953 до 1955 року. Перше нагородження Премією Вайтгеда відбулось у 1979 році.
З моменту заснування премії не можна було нагороджувати більше аніж двох номінантів на рік, але у 1999 році кількість відзначених премією було збільшено до чотирьох.

## Умови
Обов'язковими умовами отримання премії для номінантів є:
- Має проживати в Сполученому Королівстві на 1 січня року вручення премії, або номінант мав отримати освіту у Великій Британії;
- Повинен носити звання доктора наук менше 15 років;
- Не повинен бути нагороджений іншими преміями Лондонського математичного товариства у попередні роки.

## Перелік відзначених Премією Вайтгеда
- 1979 — Пітер Кемерон[en], Пітер Джонстон[en]
- 1980 — Ґарт Дейлс, Дж. Тобі Стаффорд[1]
- 1981 — Найджел Гітчин, Дерек Ф. Голт
- 1982 — Джон М. Болл, Мартін Дж. Тейлор[en]
- 1983 — Джефф Паріс[en], Ендрю Раніцький[en]
- 1984 — Саймон Дональдсон, Семюел Паттерсон[en]
- 1985 — Ден Сіґал[en], Філіп Дж. Ріппон
- 1986 — Террі Лайонс[en], Девід А. Ренд
- 1987 — Кароліна Серіс, Ейден Г. Шофілд
- 1988 — Мері Різ, Пітер Дж. Вебб, Ендрю Джон Вайлс
- 1989 — Девід Е. Еванс[en], Френсіс Кірван[en], Річард С. Ворд[en]
- 1990 — Мартін Т. Барлов[en], Річард Тейлор, Ентоні Дж. Вассерманн
- 1991 — Ніколас Мантон[en], Ентоні Шолль[de]
- 1992 — Кейт Мартін Болл[en], Річард Евен Борхердс
- 1993 — Девід Дж. Бенсон, Пітер Б. Кронгеймер[en], Дмитро Васильєв
- 1994 — Пітер Крофолер, Роберт Сінклер Мекей
- 1995 — Тімоті Гауерс, Джеремі Рікард[en]
- 1996 — Джон Роу[en], Юрій Сафаров[2]
- 1997 — Брайан Бовдітч[en], Олександр Григорьян[3], Домінік Джойс[en]
- 1998 — Джон Чапман[4], Ігор Рівін[en], Ян Нековар[de]
- 1999 — Мартін Брідсон[en], Геро Фрішке[de][5], Ніколас Гайм[en], Імре Лідер[en]
- 2000 — Марк Ендрю Джозеф Каплейн[6], Ґвінет Сталард[en], Ендрю М. Стюарт[en], Берт Тотаро[en]
- 2001 — Майкл Макквіллан[en], Олексій Скоробогатов[en], Валерій Смишляєв, Джон Р. Кінг
- 2002 — Кевін Буззард, Алесіо Корті[en], Маріанна Чорней, К. Телеман
- 2003 — Нік Дорей, Тобі Голл[7], Марк Лакенбі[en], Максим Назаров[8]
- 2004 — Марк Айнсворт[9], Владімір Маркович[en], Річард Томас[10], Ульріка Тілльманн
- 2005 — Бен Ґрін[en], Бернд Кірхгайм, Нейл Стрикленд, Пітер Топпінґ[en]
- 2006 — Рафаель Руукер[en], Джонатан Шерратт, Пол Саткліфф[en], Аґата Смоктунович
- 2007 — Ніколай Ніколов[11], Олівер Ріордан, Ейвон Сміт, Катаріна Строппель[en]
- 2008 — Тімоті Бравнінґ[en], Тамаш Гаусель[en], Мартін Гайрер, Ніна Снайт
- 2009 — Міхаліс Дафермос[en], Корнелія Друзу[en], Роберт Джеймс Марш[en], Маркус Овен[en]
- 2010 — Гаральд Гельґотт[en], Йенс Марклоф[en], Лассе Ремп-Гіллен[en], Франсуаз Тіссур[en]
- 2011 — Джонатан Беннетт[en], Олександр Городник[de], Барбара Нітегаммер, Олександр Пушницький[12]
- 2012 — Тобі Ґі, Євгеніу Варварука, Сара Л. Вотерс[en], Андреас Вінтер[en]
- 2013 — Луїс Алдай[en], Андре Невес[en], Том Сандерс[en], Коріна Улькігрей
- 2014 — Клеман Мугот[en], Філіп Майні[en], Томас Ковс, Даніела Кюн, Дерік Остгюс[en][13]
- 2015 — Пітер Ківаш[en], Джеймс Мейнард, Крістоф Ортнер, Мейсон Портер[en], Домінік Велла, Девід Лофлер, Сара Зербес
- 2016 — А. Байєр, Дж. Голзеґель, Дж. Міллер, Карола-Бібіане Шенліб[14]
- 2017 — Джулія Ґоґ, Андрас Матьє, Ешлі Монтанаро, Оскар Рендал-Вільямс, Джек Торн, Майкл Віміш[15]